# Karl Roux
Karl Roux (né le 14 août 1826 à Heidelberg, mort le 23 juin 1894 à Mannheim) est un peintre allemand.

## Biographie
Karl Roux est le fils du peintre Jakob Roux (de) et de sa seconde épouse Charlotte Mariana Wippermann. Après de premiers cours donnés par son père, il est à 18 ans élève de l'académie des beaux-arts de Düsseldorf.
Il y fait la connaissance de Carl Wilhelm Hübner, dont il devient l'élève en 1847. L'année suivante, il s'inscrit à l'académie des beaux-arts de Munich, où il rencontre les frères Karl et Ferdinand von Piloty. Il entreprend ensuite un voyage aux Pays-Bas et en France, faisant de longues étapes à Anvers et Paris. Il revient et travaille comme artiste indépendant à Karlsruhe.
Karl Roux épouse Alice, la fille de Ludwig Kachel (de). Trois après la mort de sa femme en 1865, il revient à Munich.

## Œuvre
Dans ses premières œuvres, Roux s'inspire des événements historiques comme la guerre de Trente Ans dans le style de la peinture de bataille de Philips Wouwerman. Peu à peu, il trouve son propre style et représente la vie populaire. La critique salue sa peinture animalière, cependant il ne s'est pas très intéressé à ce genre.

## Source, notes et références
- (de) Cet article est partiellement ou en totalité issu de l’article de Wikipédia en allemand intitulé « Karl Roux » (voir la liste des auteurs).
- (de) Eduard Daelen, « Roux, Carl », dans Allgemeine Deutsche Biographie (ADB), vol. 53, Leipzig, Duncker & Humblot, 1907, p. 571
- (de) « Publications de et sur Karl Roux », dans le catalogue en ligne de la Bibliothèque nationale allemande (DNB).